# XB-51轟炸機
XB-51轟炸機是一款由格倫·L·馬丁公司研製的三引擎轟炸機。該機原先是按照美國陸軍航空軍的V-8237-1專案於1945年開始設計，1949年完工後命名XA-45，並進行首次試飛。1950年，因為A的編號遭取消（直到1962年才重新恢復）XA-45改名成XB-51。XB-51的預想任務為低空轟炸和近距離支援。在測試及評估後，XB-51不敵英國的坎培拉式轟炸機，後者由格倫·L·馬丁公司在授權後於本土生產，編號為B-57。

## 發展

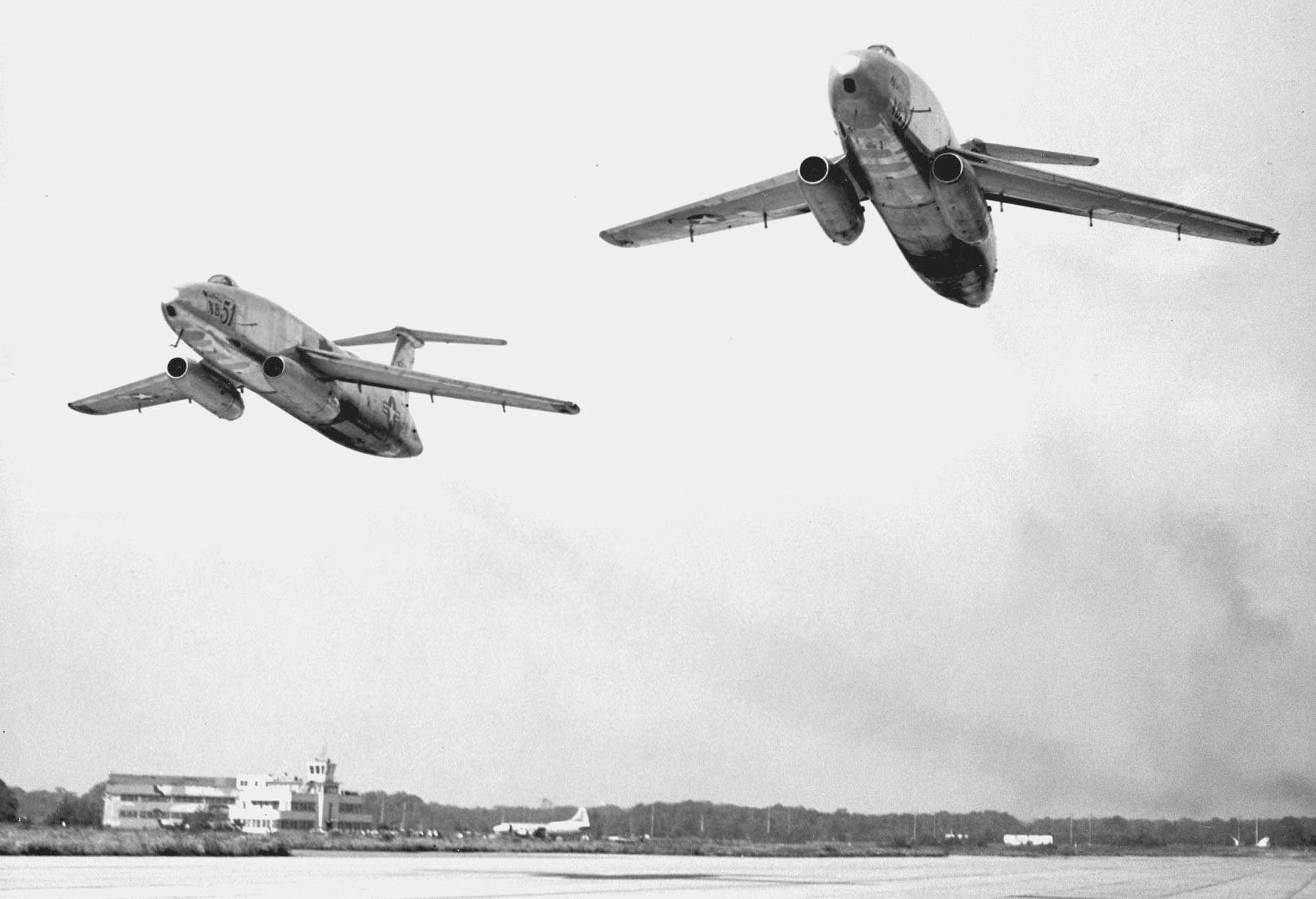
兩架XB-51原型機

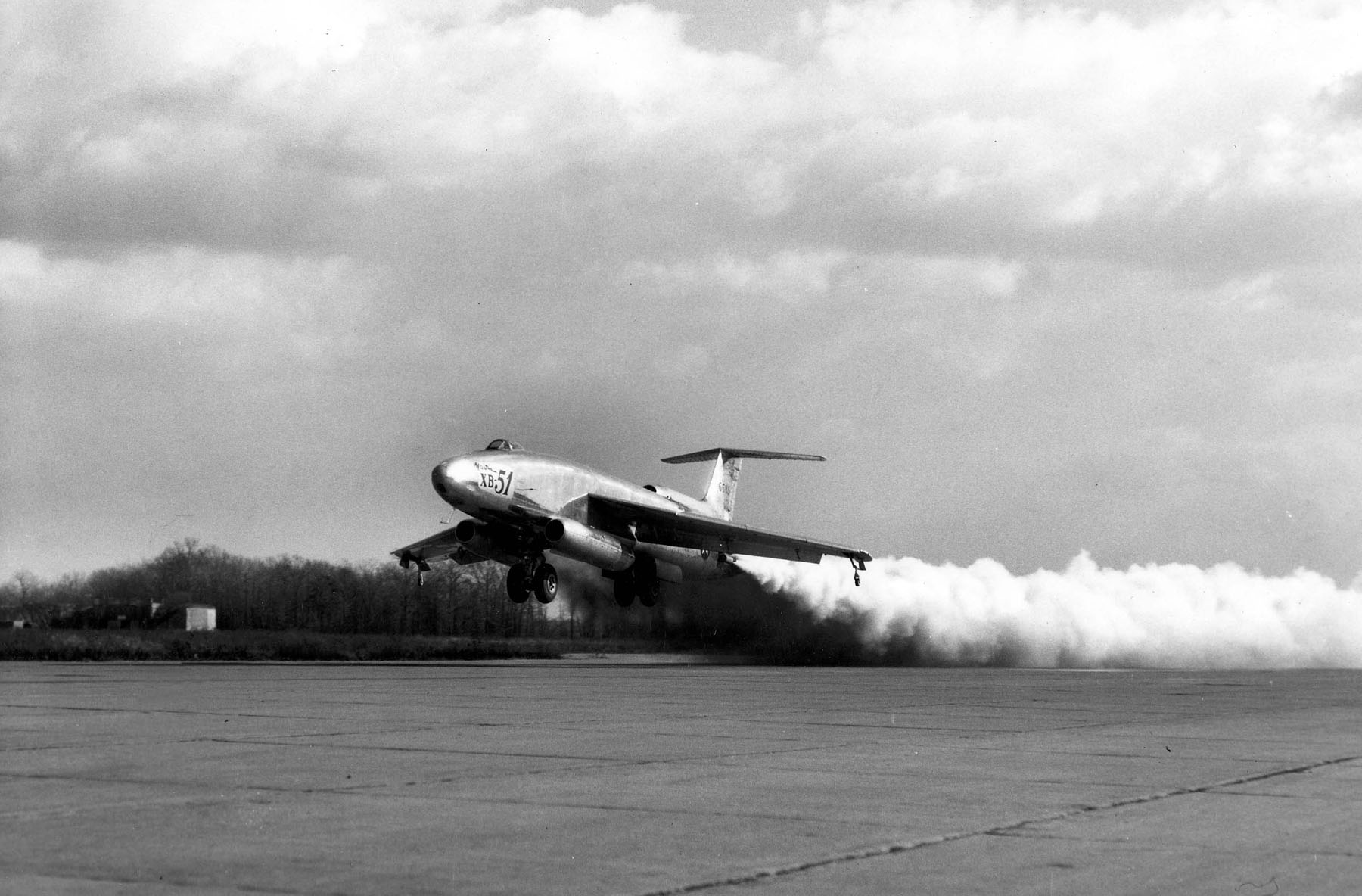
測試RATO

XB-51採用非傳統設計，裝備3具通用電氣J47-GE-13渦輪噴射引擎。兩具引擎位於機身前部下方的吊艙內，另一具則安裝在機尾，進氣口位於尾翼基部。機翼採用創新設計，可變翼面具有35°後掠角和6°下反角，並配備前緣縫翼和全寬襟翼。副翼尺寸較小，增加飛行員操控性，而主導滾轉控制的是擾流片 ，該設計使得XB-51的起飛滑跑距離得以縮短。此外，機尾還可以安裝四具推力為954磅（4.24千牛頓）的火箭助推器，每次燃燒持續14秒，用以增加起飛時的推力和減少起飛距離。
主起落架類似於B-47轟炸機，採用雙輪串列配置，兩翼尖各配備一個輔助輪。XB-51雖然體型龐大，但在氣動外形的設計上十分流線，大部分的系統及裝置都整合在機艙內部。XB-51配備馬丁標誌性的旋轉彈艙，並可在外部掛載炸彈，最大掛載量達10,400磅（4,700公斤），雖然基本的任務只需4,000磅（1,814公斤）的炸彈載荷。
機組成員包括一名置於戰鬥機型氣泡座艙罩下的飛行員，以及一名位於座艙後方的短程導航與轟炸系統操作員/導航員。兩名機組成員均配置了加壓和空調的座艙，並配有向上彈射的座椅。

### 操作

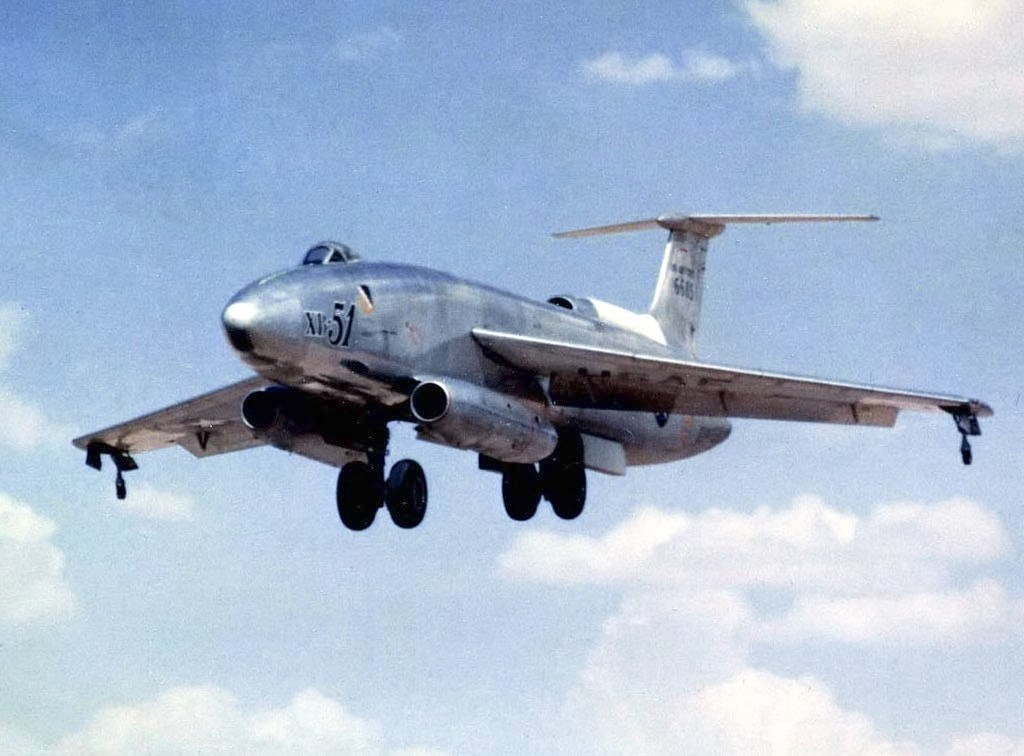
46-685進場

XB-51於1949年10月28日首飛。美國空軍在1950年根據韓戰初期的經驗，發布了新的需求，尋求一種夜間侵入/轟炸機，以取代A-26「入侵者」攻擊機。XB-51、CF-100加人攔截機以及坎培拉式轟炸機均參與競爭，而XB-51與坎培拉脫穎而出，成為最終競爭機型。
試飛顯示，XB-51在低空飛行時機動性極高，速度顯著超過坎培拉，甚至超過了當時大多數戰鬥機。然而，XB-51的續航力遠低於坎培拉（這成為其被取消的重要原因），並且其結構強度僅能承受3.67g（36 m/s²）的負荷，導致全載時無法進行急轉彎。而XB-51的串列主起落架加翼尖支撐輪的設計，也不適合在前線的簡易機場起降。
雖然XB-51最終未獲採購，而其對手英國電氣決定將坎培拉式的250架訂單授權給格倫·L·馬丁公司進行本土生產，編號為B-57。此外，XB-51的旋轉彈艙設計也應用於B-57的量產型上。馬丁還提議建造一款“超級坎培拉”，結合XB-51與B-57的設計，如採用XB-51的後掠翼和尾翼設計。儘管該機型在速度和性能上優於B-57，但由於改動過多且需要長時間測試，最終未進入原型階段。
在XB-51專案被美國空軍正式取消後，第一架原型機46-685仍繼續執行研究試飛。第二架原型機46-686於1950年首飛，但在1952年5月9日進行低空特技飛行時墜毀，導致飛行員尼爾·H·拉斯羅普(Neil H. Lathrop)少校殉職。46-685則繼續執飛，包括在電影走向未知》中以Gilbert XF-120戰鬥機的形象登場。該機在飛往埃格林空軍基地拍攝更多影片的途中，於1956年3月25日在德克薩斯州艾爾帕索加油後起飛時墜毀。

## 參考

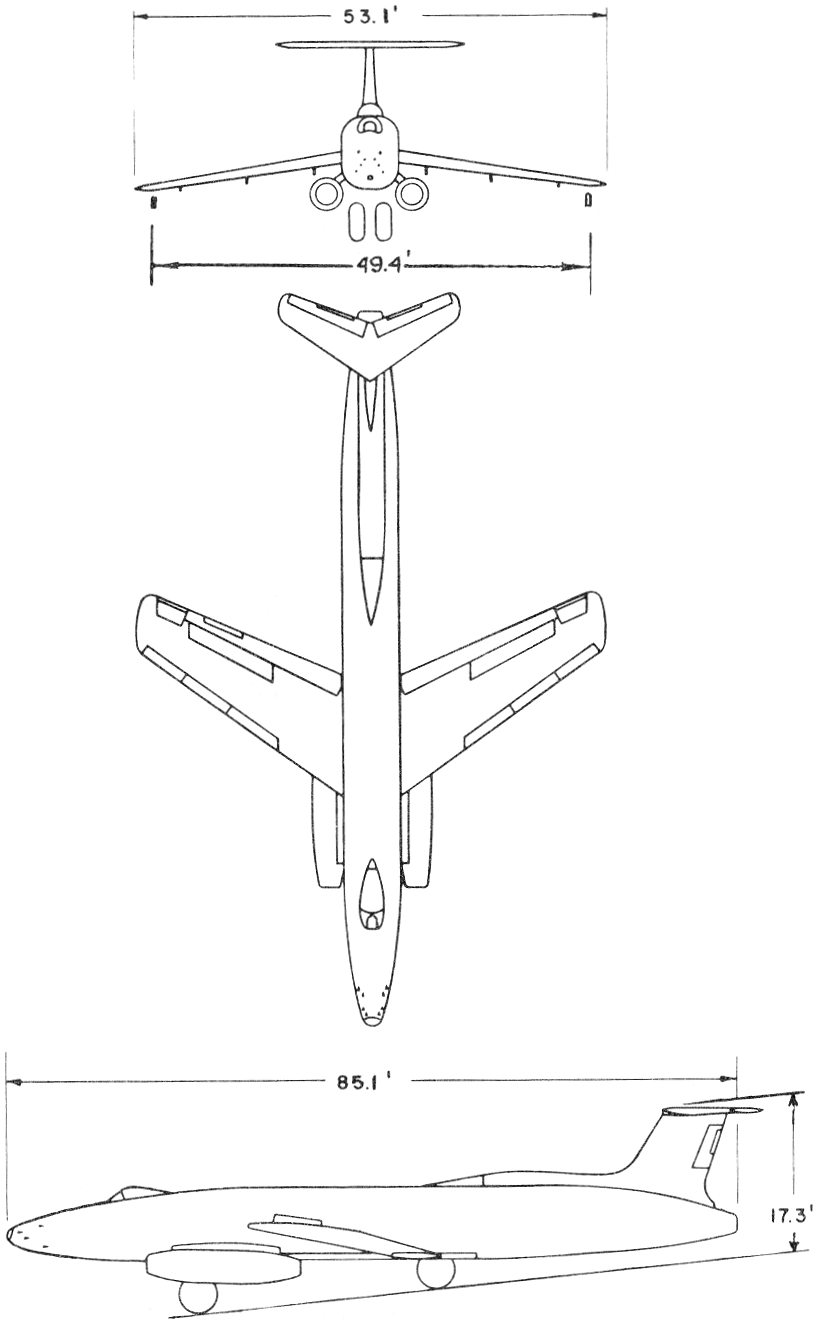
3-view line drawing of the Martin XB-48

## 註記
1. ↑  該設計最早在經過改裝的B-26轟炸機上進行測試
2. ↑  量產版原先還計劃在機鼻處安裝八門20毫米機炮。
3. ↑  該操作員只有一扇用於觀察的小型窗口
4. ↑  XB-51是馬丁首款配備彈射座椅的飛機，該座椅為馬丁自行設計
5. ↑  此時編號還是XA-45
6. ↑  XB-51也在1951年的影集明天的故事（英语：Tales of Tomorrow）中短暫出現數秒

### 書目
- Andrade, John M. U.S. Military Aircraft Designations and Serials since 1909. Earl Shilton, Leicester, UK: Midland Counties Publications, 1979. ISBN 0-904597-22-9.
- Boyne, Walter. "Attack, The Story of the XB-51, Martin's Phantom Strike Ship!" Airpower, Volume 8, No. 4, July 1978.
- Jones, Lloyd S. U.S. Bombers, B-1 1928 to B-1 1980s. Fallbrook, California: Aero Publishers, 1962, second edition 1974. ISBN 0-8168-9126-5.
- Mikesh, Robert C. 'B-57 Canberra At War 1964-1972. London: Ian Allan, 1980. ISBN 0-7110-1004-8.
- Winchester, Jim. "Martin XB-51." Concept Aircraft: Prototypes, X-Planes and Experimental Aircraft. Kent, UK: Grange Books plc., 2005. ISBN 978-1-84013-809-2.

## 外部連結
- USAF Museum: XB-51
- Several photographs of the Martin 234 XB-51 46-685 （页面存档备份，存于）
- 互联网电影数据库（IMDb）上《Toward The Unknown》的资料（英文）